# 些利街

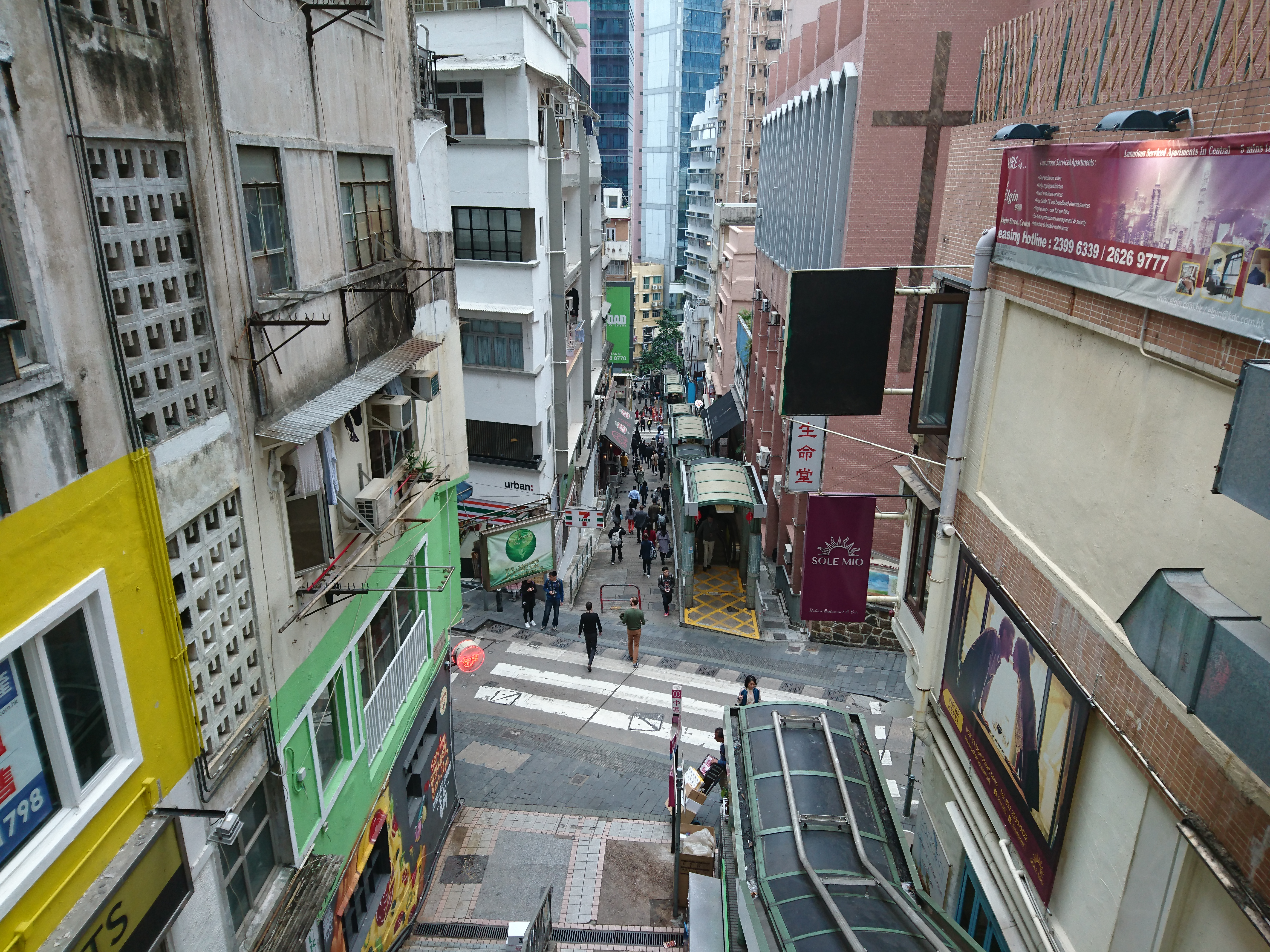
些利街與伊利近街交界處

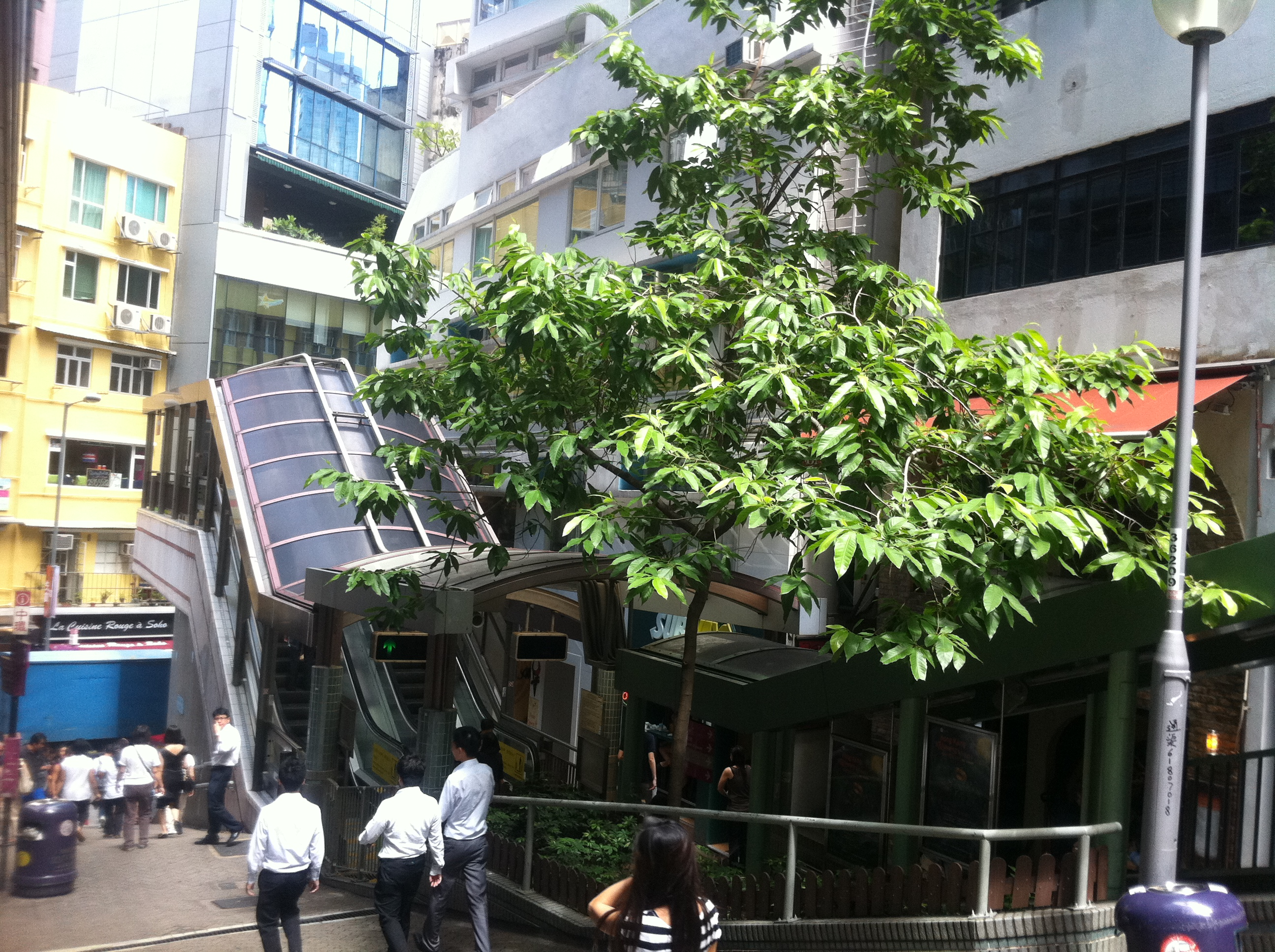
些利街起點近荷李活道

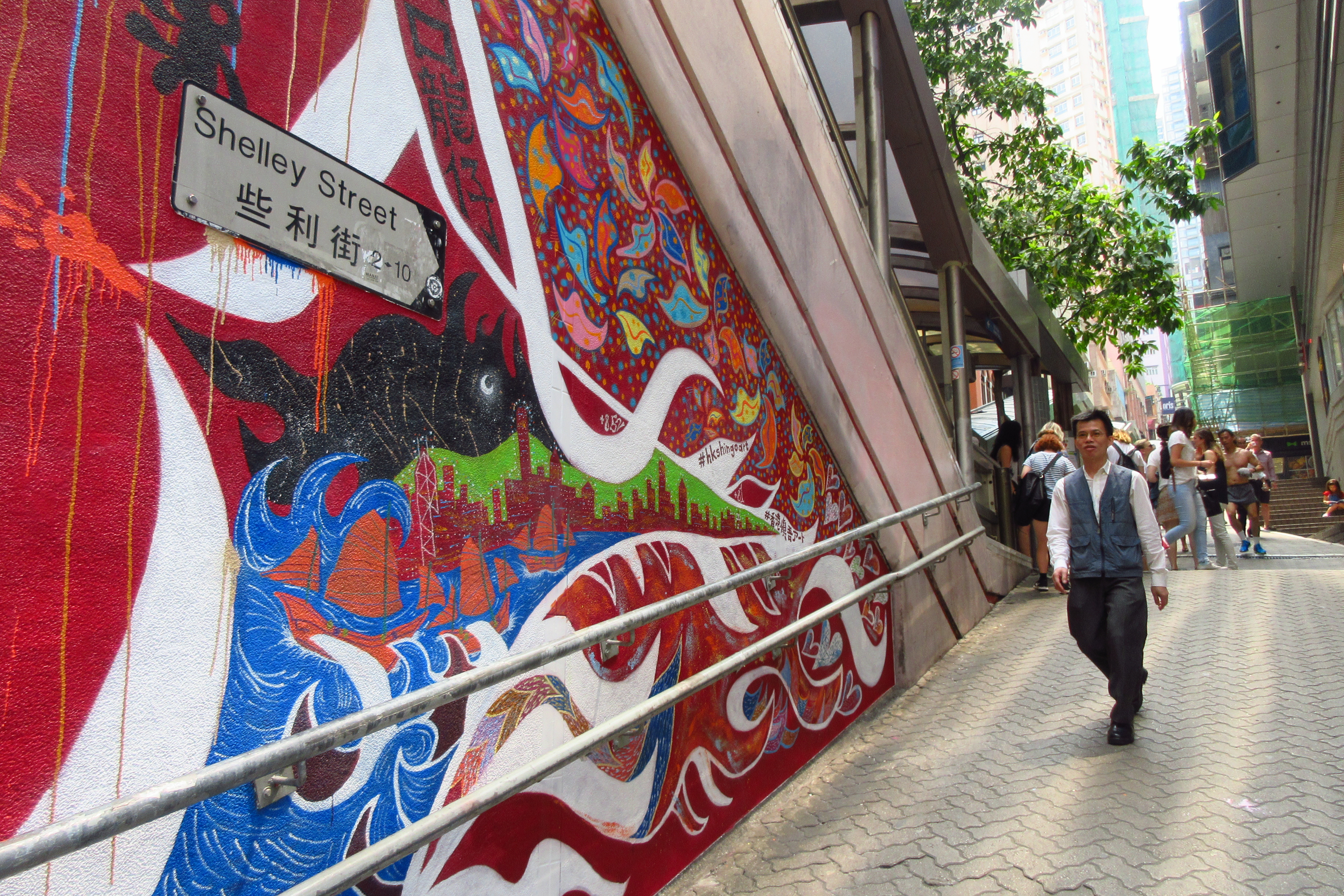
2018年3月，前日本組合SMAP成員香取慎吾應香港旅遊發展局的「香港藝術月」推廣之邀，展出其畫作《大口龍仔》

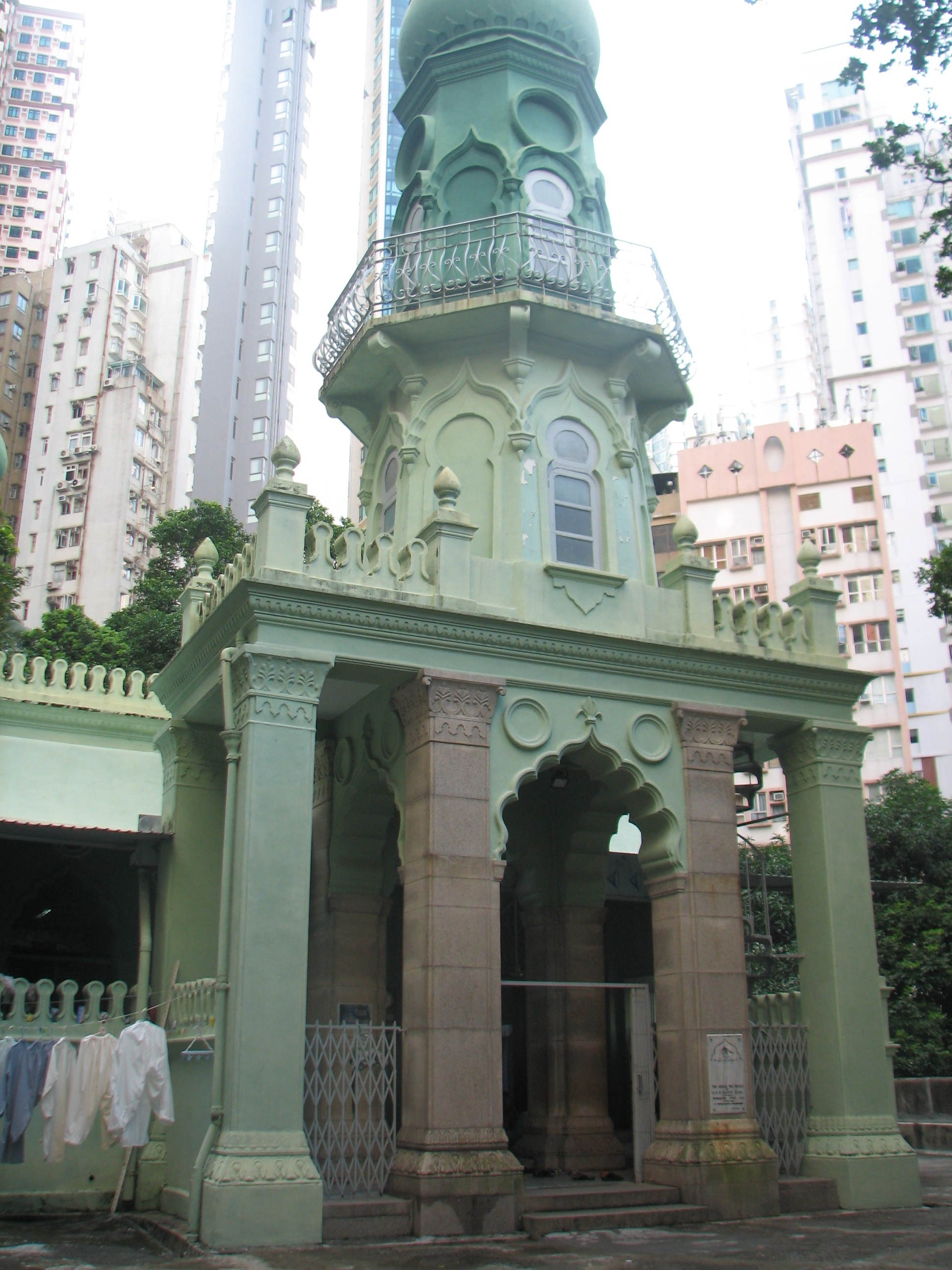
些利街清真寺

些利街（英語：Shelley Street），是一條香港島中西區由中環蘇豪區引伸至半山住宅區的行人街道，全段皆為上山樓梯，與中環至半山自動扶梯系統平行。現時的些利街也是外來遊客常到的觀光點之一。

## 位置
些利街起始自荷李活道近閣麟街處，止於中半山摩羅廟交加街；並與多條街道作十字或T型交界，從山下到半山依次為：俊榮里、士丹頓街、伊利近街、堅道、梁輝臺、太子臺、列拿士地臺和摩羅廟街。

## 街名
些利街街名源自殖民地時期首任核數總長（即現今的審計署署長）阿道弗斯·愛德華·謝利（英語：Adolphus Edward Shelley，1812年－1854年），在任於1844年至1846年。謝利是約翰·謝利，第六代從男爵（英語：John Shelley, 6th Baronet）之次子，於1844年6月自恃「是受斯坦利勳爵的推薦」從印度來港，並成功哄騙港督戴維斯，獲委任成為核數總長。戴維斯在謝利上任不久才知受騙，於是開始指控謝利。在戴維斯一封寄給格雷勳爵的密函中，戴維斯形容謝利「放蕩、欠債、疏忽、說謊，以及在如此重要的官位甚不稱職」（Dissipated, in debt, negligent, guilty of falsehood, and quite unfit for the high office）。在另一封於1844年寄給詹姆士·馬地臣和亞歷山大·馬地臣的信件中更指控謝利是一名「騙子」（swindler）。後來謝利脅迫其手下借款給他，並利用這筆資金從事房地產投資。直到兩年後投資失利，就把其投資賣給喬治·都爹利，隻身逃到毛里裘斯，再獲委任為毛里裘斯助理會計核數總長。

## 歷史
在20世紀初之前，該區的居民大多是在大型英國公司當文員的葡萄牙人。位於些利街近堅道處的西洋會館（The Club Lusitano），就是他們經常聚集的地方，後來於1866年遷至雪廠街西洋會所大廈現址至今。（另有其他來源，指出西洋會館曾於1866年12月至1920年間設在些利街。）
中環至半山自動扶手電梯系統於1993年啟用，供市民從些利街來往中環至半山區，吸引了更多中外遊客蒞臨。現時些利街山下之一段已成為中環蘇豪區的一部分，有數間餐館、酒吧等商舖；半山的一段則主要為住宅。此外香港房屋協會亦曾在此建立一個市區改善計劃項目，門牌號碼是些利街10號，1983年落成入伙，五層樓住宅提供10個單位。但近年來已拆除，成為第一個遭拆除的房協市區改善計劃屋苑，現址為一間黎巴嫩餐廳。

## 沿路著名景點
- 中環至半山自動扶手電梯系統：供市民來往中環至半山區，是為全球最長的戶外有蓋行人扶手電梯。
- 些利街清真寺：正式名稱為「回教清真禮拜總堂」，俗稱「摩羅廟」。位於些利街30號，些利街與摩羅廟街交界處附近，是為香港首個和現存最古老的清真寺。該寺建於1849年，1915年重建，於1990年被列為一級歷史建築。[14]

## 交通
現時有以下巴士和小巴路線途經位於堅道近些利街交界處的「孫中山紀念館巴士站」（前稱些利街巴士站），下車後向中環至半山自動扶手電梯系統徒步約5分鐘即可到達些利街。
- 巴士
  - 城巴：12、12M、40、40M
  - 新巴：13、23、23B、H1
  - 九巴、城巴：103
- 小巴
  - 進智公交：10、10X、11、31、31A、56
  - 新昌運輸：22、22S
  - 景益有限公司：28

荷李活道亦有巴士、小巴途經。

## 參看
- 中環
- 中環蘇豪區
- 半山區